# كونيش
كونيش (コーニッシュ كونيشّو) هو ملحن ياباني ولد في 19 أبريل 1981.

## أعماله في السينما اليابانية
- فوريكو

## أعماله في الدراما اليابانية
- متاهة الحب

## أعماله في الأنمي

### مسلسلات أنمي تلفزيونية
- هيتوهيرا
- لاينباريل الحديدي
- يوغي ZEXAL
- طريق السعادة في ألعاب الإنترنت

### أنمي الإنترنت
- هيتاليا Axis Powers
- هيتاليا World Series

### أوفا أنمي
- أبلسيد XIII

### أفلام أنمي
- هيتاليا: الشاشة الفضية Paint it, White
- سلسلة أفلام ماردوك سكرامبل
  - ماردوك سكرامبل: الضغط
  - ماردوك سكرامبل: الإحراق
  - ماردوك سكرامبل: التهوية

## وصلات خارجية
- كونيش على موقع IMDb (الإنجليزية)
- كونيش على موقع ميوزك برينز (الإنجليزية)
- كونيش على موقع قاعدة بيانات الفيلم (الإنجليزية)
- كونيش على موقع ANN person (الإنجليزية)